# 佐古利南
佐古 利南（さこ としなみ、1942年〈昭和17年〉2月23日 - ）は、日本の教育者、著述家。

## 経歴
1942年（昭和17年）2月23日、佐古利正の長男として、山口県岩国市に生まれた。
山口県立岩国高等学校卒業後、早稲田大学教育学部に進学し、1965年（昭和40年）に卒業。同年、山口県の公立高校に教諭として採用され、日本史を教えた。部活動では弓道部の顧問を預かり、昭和58年（1983年）開催の第38回国民体育大会で優勝に導いた。山口県立防府高等学校教頭、山口県立山口高等学校教頭、山口県立宇部中央高等学校校長を歴任し、2002年（平成14年）に定年退職した。
2004年（平成16年）、岩国掃除に学ぶ会を設立し代表世話人となる。2012年（平成24年）、岩国市教育委員会教育委員長に就任し、2年間務めた。
その他、郷土偉人についての著作家としても活動し（#著作参照）、立志の碑交流委員会代表を務める。

## 著作

### 単著
- 『近代日本の礎を築いた七人の男たち：岩国セブン・ファーザーズ物語』致知出版社、2016年。ISBN 978-4-8009-1119-3。
- 『苦難を乗り越えた岩国の偉人たち』くるとん出版、2018年。ISBN 978-4-908140-14-3。
- 『いのちに輝きを：ふるさとの偉人の生き方とことば』くるとん出版、2021年。ISBN 978-4-908140-20-4。

### 編著
- 今井誉次郎『重宗芳水：モートルの父』（復刻版）くるとん出版、2017年。ISBN 978-4-908140-08-2。

### 連載
- 「未来へ伝えたい言葉」『雑誌くるとん』、くるとん出版。
  - 第1回「藤岡市助博士」（第28号、2012年5・6月号）[* 5]
  - 第2回「東沢瀉」（第33号、2013年3・4月号）[* 6]

### ウェブ新聞出典
1. ↑  「岩国出身の偉人紹介本刊行：元校長の佐古さん」『山口新聞』みなと山口合同新聞社、2021年5月29日。オリジナルの2024年2月4日時点におけるアーカイブ。

### ウェブサイト出典
1. 1 2 3 4 5 6 7  “佐古利南｜プロフィール”. HMV&BOOKS. 2024年2月4日時点のオリジナルよりアーカイブ。2024年2月5日閲覧。
2. 1 2 3 4 5 6  “第93回「養心の会三重」9月例会”.  松阪ケーブルテレビ (2011年). 2024年2月4日時点のオリジナルよりアーカイブ。2024年2月5日閲覧。
3. ↑  原田文明 (2018年5月29日). “一人芝居「土佐源氏」”. あーとランダム. 2024年2月4日時点のオリジナルよりアーカイブ。2024年2月5日閲覧。
4. ↑  “佐古利南著　岩国の偉人たち”.  くるとん出版. 2020年9月21日時点のオリジナルよりアーカイブ。2024年2月5日閲覧。
5. ↑  “雑誌「くるとん」28号　2012年5・6月号”.   くるとん出版. 2024年2月15日時点のオリジナルよりアーカイブ。2024年2月15日閲覧。
6. ↑  “雑誌「くるとん」33号　2013年3・4月号”.   くるとん出版. 2024年2月15日時点のオリジナルよりアーカイブ。2024年2月15日閲覧。